# Jordanki
Jordanki (niem. Jordanken) – wieś w Polsce w województwie pomorskim, w powiecie sztumskim, w gminie Stary Targ. Wieś jest siedzibą sołectwa Jordanki, w którego skład wchodzi również miejscowość Śledziówka.
Miejscowość była wsią włościańską. Powstała około 1303 roku, nosiła wówczas nazwę Gut Jordanis. Zachował się pierwotny układ ruralistyczny – wieś powstała w typie ulicówki. W XV wieku nosiła już nazwę Jordansdorf. W XVI wieku należała do Güldensternów, którzy założyli tam kościół luterański. W czasach polskich miejscowość przyjęła obecną nazwę Jordanki. W 1717 będący wówczas w jej posiadaniu Słup-Wałdowski nakazał rozebrać luterański kościół jako niepotrzebny, a materiału użyto do budowy klasztoru oo. Reformatorów w Dzierzgoniu. W XIX wieku wieś liczyła ponad 200 mieszkańców, z czego około 2/3 stanowili katolicy, a resztę ewangelicy. W miejscowości znajdowała się szkoła. Zachowało się szereg budynków z XIX i początku XX wieku.
W latach 1945–1975 miejscowość administracyjnie należała do województwa gdańskiego, a w latach 1975–1998 do województwa elbląskiego.